# Нил Гарв О’Доннел
Нил Гарв О’Доннел (ирл. Niall Garbh O Domhnaill, англ.  Niall Garve O'Donnell; 1569—1626) — ирландский вождь, попеременно союзник и противник английского господства в Ирландии. Он наиболее известен тем, что встал на сторону англичан против своего родственника Хью Роэ О’Доннела во время Девятилетней войны в 1590-х годах.

## Биография
Один из сыновей Конна О’Доннела (? — 1583), сына Калваха О’Доннела (? — 1566), короля Тирконнелла (1555—1566). Среди его братьев были Хью Бой, Донал и Конн. Нил Гарб был разгневан возвышением своего кузена Хью Роэ (Рыжего Хью) О’Доннела до поста вождя клана в 1592 году. Хью Роэ О’Доннел конфисковал у Нила его замок Лиффорд, и в результате между двумя О’Доннелами возникла ожесточенная вражда.
Пока Рыжий Хью О’Доннел вел девятилетнюю войну с англичанами, Нил Гарв использовал политическую ситуацию в своих интересах. Нил Гарв заключил соглашение с английским правительством, которому оказал неоценимую услугу как против О’Нилов, так и против своего кузена, позволив английским войскам высадиться в Дерри под командованием сэра Генри Доквры. Последний некоторое время считал Нила бесценным союзником. Но в 1601 году он поссорился с лордом-наместником Ирландии, который, хотя и желал утвердить Нила Гарва в качестве лорда Тирконнелла, не позволит ему утвердить свою власть над сэром Кахиром О’Доэрти в Инишоуэне. Тем не менее в том же году он возглавил англо-ирландский отряд, захвативший Донегол. Затем он был осажден мятежниками, но Нил Гарв руководил успешной обороной.
После отъезда Хью Роэ О’Доннела из Ирландии в 1602 году Нил Гарв попытался захватить власть племенного вождя и стать «избранным» 25-м вождем клана О’Доннел в 1603 году, но без полной необходимой поддержки дербфайна (близких родственников из числа избирателей). Это было отвергнуто оставшейся в живых семьей Хью Роэ, и особенно его младшим братом Рори. Чтобы найти решение, Нил Гарв и брат Хью Роэ Рори отправились в Лондон в 1603 году, где Тайный совет Англии попытался уладить семейную ссору.
В результате король Англии Яков I Стюарт пожаловал некоторые земли Нилу Гарву, но возвел Рори в ранг пэра как Рори О’Доннелла, 1-го графа Тирконнелла, а также даровал ему территориальное лордство Тирконнелл.
Позднее Нил Гарв был обвинен в том, что он выступил против английской короны, когда сэр Кахир О’Доэрти поднял восстание, захватил и сжег город Дерри в 1608 году, Нила Гарва обвинили в соучастии в последовавшем восстании О’Доэрти. Его и его сына Нихтейна отправили в Лондонский Тауэр, где они оставались до самой смерти.

## Семья
Нил Гарв О’Доннел женился на своей кузине Нуале О’Доннел (ок. 1565—1630), родной сестре Хью Роэ О’Доннел и Рори О’Доннелл. Когда в 1607 году Рори бежал с Хью О’Нилом, графом Тироном, в Европу (см. Бегство графов), Нуала, покинувшая своего мужа, когда он присоединился к англичанам против её брата, сопровождала его, взяв с собой свою дочь Гранию.